# Copa del Generalísimo de baloncesto 1957
La Copa del Generalísimo de baloncesto 1957 fue la número 21.º, donde su final se disputó en el Pista de Vista Alegre de Vigo el 16 de junio de 1957.
Con la creación del Campeonato Nacional de Liga en 1957, el torneo de Copa deja de ser la única competición de baloncesto de carácter nacional y pasa a un segundo plano (y, por lo tanto, deja de denominarse ya Campeonato de España).
En esta edición de la Copa del Generalísimo participan los cuatro primeros clasificados de la Liga 1957.

## Equipos clasificados
| Pos. | Equipo          | PJ | G | P | GF  | GC  | DG   | Pts |
| ---- | --------------- | -- | - | - | --- | --- | ---- | --- |
| 1    | Real Madrid CF  | 10 | 7 | 3 | 706 | 593 | +113 | 17  |
| 2    | CF Barcelona    | 10 | 7 | 3 | 547 | 514 | +33  | 17  |
| 3    | CB Orillo Verde | 10 | 6 | 4 | 593 | 600 | −7   | 16  |
| 4    | CB Aismalíbar   | 10 | 5 | 5 | 536 | 526 | +10  | 15  |

 Fuente: Linguasport

## Fase final
Todos los partidos se disputaron en el Pista de Vista Alegre de Vigo.

|  | Semifinales     | Semifinales   |    |                 | Final          | Final |  |
|  |                 |               |    |                 |                |       |  |
|  |                 |               |    |                 |                |       |  |
|  | 14 de junio     |               |    |                 |                |       |  |
|  | Real Madrid CF  | 53            |    |                 |                |       |  |
|  | CB Orillo Verde | 42            |    |                 |                |       |  |
|  |                 |               |    |                 |                |       |  |
|  |                 |               |    |                 | 16 de junio    |       |  |
|  |                 |               |    |                 | Real Madrid CF | 54    |  |
|  |                 | CB Aismalíbar | 50 |                 |                |       |  |
|  |                 |               |    |                 |                |       |  |
|  |                 |               |    |                 |                |       |  |
|  |                 |               |    |                 | Tercer lugar   |       |  |
|  | 14 de junio     | 14 de junio   |    | 15 de junio     | 15 de junio    |       |  |
|  | CF Barcelona    | 42            |    | CB Orillo Verde | 54             |       |  |
|  | CB Aismalíbar   | 48            |    |                 | CF Barcelona   | 46    |  |

### Final
| 16 de junio de 1957, 00:00 | Real Madrid CF                     | 54–50                              | CB Aismalíbar                      |                                                                        |  |
| 00:00 GTM+1                | Marcador por tiempos: 25–27, 29–23 | Marcador por tiempos: 25–27, 29–23 | Marcador por tiempos: 25–27, 29–23 |                                                                        |  |
|                            | Estadísticas Alfonso Martínez 22   | Pts                                | Estadísticas Eduardo Kucharski 12  | Pabellón: Pista de Vista Alegre, VIgo Árbitros: Eusebio Garcés Navarro |  |

| Campeón de la Copa del Generalísimo 1957 |
| ---------------------------------------- |
| Real Madrid CF 5.º título                |